# Apache Lucene
Apache Lucene je svobodný vyhledávač napsaný v Javě a dostupný jako knihovna zahrnutelná do jiných projektů. Je sám napsán v jazyce Java a uvolněn pod licencí Apache. Patří mezi projekty vyvíjené pod záštitou nadace Apache Software Foundation.
Původní verzi napsal v roce 1999 Doug Cutting, který už měl zkušenosti s psaním čtyř předchozích vyhledávačů (dva pod firmou Xerox, jeden pod firmou Apple a jeden pod firmou Excite).
Možnosti samotného Lucene rozšiřuje řada návazných projektů, mj.
- Apache Nutch, který se zaměřuje na procházení webu
- Apache Solr
- CrateDB
- DocFetcher
- Elasticsearch